# Почайна

Ріка Почайна на схемі гідрографії Києва 1910 року

Поча́йна (раніше також Йорданська) — історична річка в Києві, в минулому велика права притока Дніпра. За іншими джерелами була старицею Дніпра або ж його протокою (рукавом), що відгалужувалася від основного русла між Вишгородом та гирлом Десни. Впадала в Дніпро нижче урочища Хрещатик  та однойменного джерела — біля колони Магдебурзького права у районі сучасної Поштової площі.
Найбільш відома як імовірне місце Хрещення Русі князем Володимиром Святославичем в 988 році. У Почайну, згідно «Звичайному житію св. Володимира» (початок XIV століття), після хрещення киян великий князь повелів скинути ідол слов'янського «Волоса, бога (скотаря)».
У верхів'ї річки Почайни у 1964—1974 роках було розкопано найбільше за площею і щільністю забудови (25 тис. м², 66 жител), унікальне за розташуванням жител (трьома витягнутими овалами) поселення зарубинецької археологічної культури, що безперервно існувало з II століття до н. е. до сер. II століття нашої ери. Після чого як поселення празької археологічної культури існувало до VI століття нашої ери.

## Назва

### Згадки у стародавній писемності
Гідронім «Почайна» є однією з найдавніших назв річок у Середньому Подніпров'ї. Вперше гідронім «Почайна» згадується в Повісті временних літ. Згідно Лаврентіївського літопису, княгиня Ольга після свого візиту у Константинополь саркастично пропонує посланцям візантійського царя зачекати на обіцяні дари у Почайні (можливо, в гавані цієї річки — Притиці) стільки ж часу, скільки вона сама провела в Суді (літописець через незнання переніс тодішню назву протоки Босфор на бухту Золотий Ріг):
…такоже постоиши оу мене въ Почаине якоже азь въ Суду то тогда ти вдамъ… 
У наступних літописних списках, письмових джерелах пізнього середньовіччя і пізніших документах назва річки могла варіюватися:
- Лаврентіївський літопис[21] — Почаіна, Почайна;
- Львівський літопис[13] — Почайна, Почая;
- Холмогорський літопис[14] — Почана;

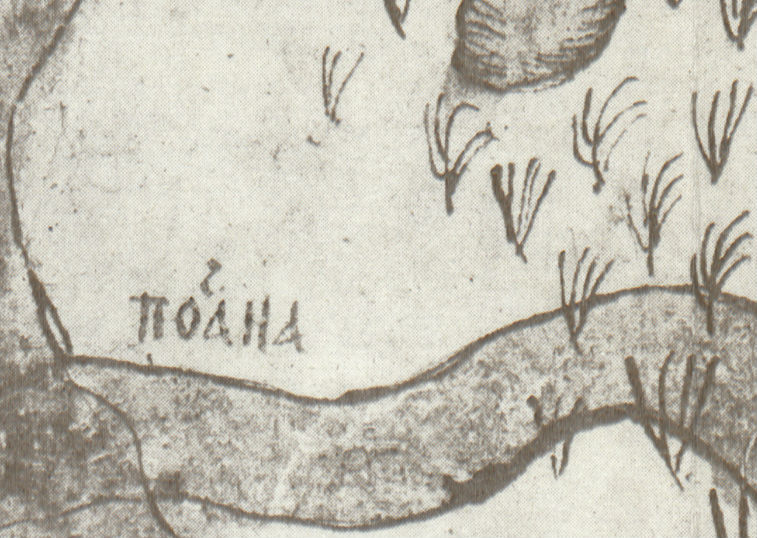
Фрагмент карти — плану міста Києва, складеної підполковником Ушаковим 1695 року за наказом російського імператора Петра I. Містить старовинний підпис «Почана» — назву річки

- Проложне житіє св. Володимира[22] — Почана;
- План Києва, складений у 1695 році[23] — Почана;
- Синопсис Київський[24] — річка Почайная;
- Південно-російське житіє св. Володимира[25] — річка Почайная;
- Опис Київської губернії взагалі і по повітах: Річок, озер, боліт і гір:[26] — Велика Почайна;
- Карта «Київ з передмістями»[27] — Почайня;
- Протокол дій Межової комісії…[28] — Пещаная Почайна;
- Покажчик до видань Тимчасової комісії…[29] — Пічаня;
- Карта 1890 року[30] — Пічаня, річка Йорданська;
- План міста Києва і його околиць. Рукописний[31] — Пічня;
- План сінокосам, що складається в межах міста Києва … 1848 року[32] — Пачаня.

Багато дослідників історії Києва, у тому числі один з основоположників наукової історіографії та археології міста М. Ф. Берлінський, ототожнювали Почайну і з гідронімом Ручай. Дана назва згадується в "Повісті временних літ" у зв'язку з місцезнаходженням стародавньої церкви св. Іллі, а також у зв'язку з поваленням Перуна під час Хрещення Русі.
|  | …Яко приде, повеле кумиры испровреши, овы осечи, а другія огневи придати; Перуна же повеле привязати коневи къ хвосту и влещи съ горы по Боричеву на Ручай, 12 мужа пристави тети жезльемъ. Се же не яко древу чюющіо, но на поруганье бесу, иже прелщаще симъ образомъ человеке, да везмездье приіметь отъ человекъ. Велі еси, Господи, чудная дела твоя! вчера чтим отъ человекъ, а днесь поругаемъ. Влекому же ему по ручаю къ Днепру, плакухуся его неверніи людье, еще бо не бяху пріяли святого крещенья, и превлекше, вренуша и въ Днепр… |

|  | …У літописі ще під 945 роком згадується про церкву св. Іллі, в якій за часів Олега, при договорі з греками, хрещені руські люди лагодили присягу: "А Христианскую Русь водиша ротъ в церковь св. Илїи яже есть надъ ручеемъ, конец постичи беседы въ козарехъ: се бо бе соборная церковь": се бо бе соборна церква; стр. 45, Тат. книга II. стр. 35. Ручая у старому Києві, судячи з місця розташування, ніколи бути не могло; а річка Почайна іноді називалася ручаєм, яка тоді протікала у Києво-Подолу до самого Хрещатика, як видно з літопису на стор. 82…(— Берлинський М., «Краткое описание Киева», 1820) |

.
|  | …За свідченням того ж літопису, поблизу Подолу - на ручаї стояла церква св. Іллі, в якій присягали хрещені кияни при Ігоря, укладаючи договір з греками, і ручай, за яким вабили в Дніпро скинутого при Володимирі Перуна, протікав проти Боричевого узвозу, тобто проти різдвяної і Трьохсвятительської церкви, з яких одна була початком, а інша кінцем Боричевого узвозу. Без сумніву в обох випадках в літописі йдеться про Почайну, так як ніякий інший струмок тут не відомий ні в древнє, ні в новий час…(— Лебединцев П. Г. "Историческія заметки о Кіеве", 1884). |

### Походження назви
Коренева частина гідроніма Почайна вказує на його зв'язок із слов'янською лексикою — коренем «пот», що пов'язаний з ідеєю вологи, води.
- д.-руськ. потъ «випарина, піт, укр. піт», рос. пот, болг. пот, с.-хорв. пот, слвн. pot, чеськ., слвц. pot
- рос. діал. поча «калюжа, болото, старе русло річки»,
- арханг. поця «калюжа, болото», потна «річкова чи озерна затока, затон, губа річкова чи озерна».

Ця тенденція простежується не тільки в слов'янських мовах, але й в інших індоєвропейських.
- Лат. pótóbilis «придатний для пиття; той, що містить питну воду»,
- pótus «сеча»,
- póto (поет.) «жити на березі річки».
- poculum «водопій» або «келих, чаша; питво; пиятика»

У стародавніх мовах вбачається зв'язок між поняттями «волога, рідина» та «посудина для рідини». І фахівці припускають семантичну та словотвірну кореляцію, що об'єднувала в єдине ціле воду (вологу) і відповідно природну посудину для неї, тобто водойму, «місце для водопою».
- д.-інд. patram «посудина»,
- і.-є. *potlom «келих, чаша», тобто «вмістилище вологи».
- етрус. puto «кухоль»
- і.-є. *potto «посудина».

Імовірно і.-є. *pot- у слов'ян було реалізовано і на апелятивному рівні в суфіксальній формі *по-чай «щось, що містить воду; вмістилище води; водойма». А пізніше стало співвідноситися зі значенням «русло».
Форма з суфіксом -на (Почай-на) — вторинне утворення. Можливо, назва в певний період була тісно пов'язана з номенклатурним словом «річка» і сприймалася як «водопійна річка» (Почайная річка або Почайна річка), що відповідало як її господарському значенню, так і глибокій язичницькій традиції.
Железняк І. М. припускає, що середня частина річки була доступна лише худобі. Це знайшло відображення в збереженому досі народному повір'ї, за яким у воді (річці чи її частині), призначеній для напування худоби, людині купатися не слід. Вода в цій річці була священною, на берегах Почайни відбувалися ритуали, можливо, жертвоприношення — з давних давен річка була пов'язана з богом Волосом.
У такому випадку суфікс -на, очевидно, означає приналежність до чогось, посвяту чомусь (комусь).
А річка Почайна — це водопійна річка, чаша зі священною вологою, водою.
Також фахівці вбачають можливий зв'язок гідроніма По-чай-на із основою *pokojь: *počiti, укр. «спокій», спочивати «відпочивати», упокоєння, pokoj «спокій, тиша, відпочинок, мир», що утворила семантичну та словотвірну кореляцію зі словом д.-руськ. чаяти «чекати, сподіватися» — «чаяння миру, спокою».
У такому разі семантичне тлумачення гідрооснови Почайна може бути «тиха, з повільною течією» чи то «річка-миротвориця, та, що заспокоює». Найменування може відновлюватися, з одного боку, як констатація фізичних властивостей річки — і як контраст з бурхливим, повноводним Дніпром, що протікає зовсім поряд. З іншого, знову пов'язуючи цю річку з культом Волоса, її назва, виражена в магії слова, могла бути і побажанням.
Ще один варіант походження назви Почайна може бути пов'язаний з подібними назвами, що зустрічаються на Балканах: річки Mesečaj (п. Топлиці), Očajno (Хорватія), а також ойконіми Dragočaj (Боснія і Герцеговина), Dragočajna (Словенія).
Цікаво, що відносно останнього найменування Драгочайна повідомляється, що воно слов'янського походження, походить від імені власного, а суфікс -на означає в ньому заселення місцевості людьми. У разі подібного розуміння гідроніма Почайна, він би означав «водопійна річка (чаша зі священною водою), заселена людьми». Така версія теж заслуговує на увагу, у зв'язку з постійним заселенням берегів Почайни до заснування Києва.

### Аналогії у фольклорі та язичництві
Прихильники історичної школи фольклористики ототожнювали Почайну з казковою річкою Пучай (вона ж річка Смородина або Вогняна річка), Почай-річка, а також Почев-річка.
У давньоруській казці і епосі річка Смородина відокремлює світ живих від світу мертвих і є певним аналогом давньогрецького Стіксу; перепоною, яку належить подолати людині або його душі по дорозі на «той світ». У Пучай-річці живе Чудо-Юдо, воно ж Змій Горинич о трьох головах і дванадцяти хвостах, з яким змагаються богатирі. Найперше — Добриня Микитич, історичним прототипом якого є воєвода Добриня, дядько князя Володимира Святославовича, брат його матері Малуші, який очолював його дружину і тому брав участь у поваленні язичницьких слов'янських ідолів в Києві під час Хрещення Русі. Так, в Новгороді саме Добрині князь Володимир, згідно з Новгородським літописом, «повеле крестити всех».
Рибаков Б. А. зауважує, що російську билину «Добриня і Змій» нерідко розглядають, як перемогу християнства над язичництвом, оскільки Добриня перемагає Змія «капелюхом землі грецької», а крім того, першого разу Добриня здолав Змія саме в Почайні, де в 988 році відбувалося хрещення киян (сам автор таку аналогію з перемогою християнства заперечує).
Одним із повалених ідолів був Волос — покровитель тваринництва, торгівлі (багатства), поезії, магії, який в Південноросійському житії св. Володимира був названий другим, після Перуна, в пантеоні богів, і якого, на думку дослідників, слов'яни уявляли у вигляді Змія.
Згідно з «Звичайним житієм св. Володимира» (початок XIV століття), після хрещення великий князь повелів скинути ідола «Волоса, бога (скотія)» саме в Почайну.

## Сучасний стан
На сьогодні русло річки представлено системою озер Опечень (Йорданське, Кирилівське, Андріївське (Богатирське), Пташине, Лугове, Мінське), з'єднаних поміж собою системою колекторів (діаметром 1,2 м). Нижче системи озер на земельній ділянці, розташованій під проспектом Степана Бандери, частина русла Почайни (близько 270 м) проходить у підземному колекторі. На поверхню землі Почайна знову виходить з протилежного боку проспекту в невеличкому зеленому масиві праворуч ТОЦ «Плазма» (пр. С. Бандери, 12).
Потім річка, яка в цьому місці має вигляд невеликого й захаращеного (станом на 2016 рік, до початку робіт з ревіталізації) струмка, протікає промисловим районом до початку вулиці Вербової, де повертає в бік Дніпра і, проходячи вздовж насипу Північного залізничного напівкільця, впадає в затоку Вовкувату.
З іншого боку залізничного насипу, за вулицею Електриків знаходиться середня частина русла Почайни, яку зараз відділяє від Дніпра Рибальський острів (півострів). У кінці XIX ст. вона являла собою невелику затоку, що називалась Оболонською. У 1897—1899 роках у затоці було проведено масштабні гідротехнічні роботи з облаштування нової гавані Київського річкового порту за проектом інженера Миколи Максимовича.
Історики неодноразово підкреслювали, що гавань є частиною русла Почайни, з якою річка втратила зв'язок у результаті будівництва Північного залізничного напівкільця на початку ХХ століття. Але остаточно сучасний її вигляд — система озер Опечень — був сформований в результаті проведення гідронамивних робіт з будівництва Мінського району Києва (пізніше перейменований в Оболонський район).
У 1967 році, дізнавшись про планування забудови Оболоні, Микола Васильович Шарлемань, вчений-зоолог, відомий київський краєзнавець, історик, спільно з архітектором П. Доліщинським виступив із закликом «Збережемо Почайну!», розмістивши відповідну публікацію в газеті «Вечірній Київ». У той час подібні публічні виступи привертали увагу керівників міста. Тому 23 квітня 1967 на ім'я авторів публікації прийшов лист з Управління у справах будівництва і архітектури Київського міськвиконкому за підписом головного архітектора Б. Приймака, в якому вказувалося, що публікація була «уважно розглянута», і з'ясувалося, що Почайна після будівництва гавані і залізничної дамби створила озеро Опечень. Було вирішено розширити озеро і приплив в нього Почайни, створити спеціальну зелену зону у зв'язку з намивом Оболоні — нового житлового масиву. Цей проект відповідав бажанням авторів зберегти Почайну.
Проте після забудови району нижня частина великого озера Опечень була засипана, а верхня розділена гілкою метро на дві частини: озера Йорданське і Кирилівське. У верхів'ї частини русла річки також були засипані (наприклад, намив майданчика для будівництва пивзаводу Оболонь), і вона остаточно перетворилася на ланцюг озер, пов'язаних між собою системою підземних колекторів або не зв'язаних взагалі.
У 2002 році озера системи Опечень, згідно з наказом Київської міської державної адміністрації № 200, було передано у ведення Комунального підприємства «Плесо» не як залишки річки чи то інший водний об'єкт, а як «відкрита дренажна система».
Після цього озера отримали спірний статус «технічних водойм», їх стали поступово засипати заради будівництва різних об'єктів інфраструктури. Наприклад, в період 1998—2001 рр. з карт зникли два озера за адресою пр. Степана Бандери 34 В, де зараз знаходиться ТРЦ «Блокбастер».
У результаті київські вчені, краєзнавці, дослідники різних років не один раз били тривогу, розповідаючи, як річка Почайна зникає по частинах, і так само люди втрачають пам'ять про неї.

## Літописні часи
Відомий київський історик, фольклорист, лексикограф XIX століття Закревський Микола Васильович, посилаючись на літописи, писав, що Почайна для стародавнього Києва значила більше, ніж Дніпро, оскільки протікала поруч зі Старокиївською горою, омиваючи Поділ:
|  | «…Проти Боричева за старих часів був через Почаіну і Дніпро перевіз, що звали Києвом; чому деякі почитали Кия Перевощиком; але сам Нестор, спростовуючи цю думку, пише, що чоловік сей начальствував у роді своєму, відрізнявся розумом, знаннями і мистецтвом. Поляні і Горянє добровільно корилися йому, темні навколишні ліси доставляли важливий видобуток у звіриному лові і він, як кажуть, ходив до Константинополя і був з честю прийнятий царем грецьким…» «…Ми представимо в сукупності все, що літописець розповідає щодо нашої давньої столиці: Тоді вода річки Почаіни - пише Св. Нестор. - Протікала поблизу самої гори Київської, тобто, у підошви стараго Києва, який в давнину називався просто Горою і був найбільш населений. Києво-Поділ в цьому сторіччі був ще ненаселен. Покритий топямі і лісом він представляв пустелю; в якій однакож, як би крадькома, між деревами знаходилася церква Св. Іллі (згадується ще в договорі князя Ігоря з греками), вибудувана на березі струмка Почаіни неподалік слободи Козарської; набагато далі на Оболоні стояло капище бога Волоса…» «…Головна дорога в місто називалася Боричів в'їзд і круто піднімалася від Почаіни на гору повз кріпосного валу, в якому із західного боку були едінственния врата, а перед ними міст. Первісна фортеця, за тодішнім град Київ, яка становила довгий час Акрополіс Київський, містила в собі дуже невеликий простір; не більше 130 сажень в довжину і стільки ж завширшки. Тут над Боричевим в'їздом знаходився храм верховного бога Перуна, а поблизу нього палац князів київських і кілька будинків вельмож…»(Закревский М. В. «Описание Киева»,1868). |

### Гирло
Місце впадання Почайни в Дніпро лежало нижче Хрещатика. Різні дослідники Києва визначали його приблизно однаково. Берлінський писав, що раніше Почайна з'єднувалася з Дніпром десь «за Государевим садом і Хрещатицьким урочищем». Закревський зазначав, що в 1814 році гирло було навпроти кузень, що стоять на дніпровському березі нижче різдвяної церкви. Історик і археолог Лебединцев Петро Гаврилович у своїх «Історичних нотатках про Київ», посилаючись на план м. Києва від 1693, що зберігається в Московському головному архіві Міністерства закордонних справ, писав, що Почайна з Дніпром сходилися декілька нижче Хрещатицького джерела. Тобто біля колони Магдебурзького права в районі сучасної Поштової площі — там, де зараз протікає тільки Дніпро.
Справа в тому, що раніше Почайна протікала поряд з Києвом паралельно Дніпру, який був далі від міста і відокремлювався від Почайни піщаною косою. П. Г. Лебединцев писав, що коса ця «починалася навпроти Борисоглібській вулиці і закінчувалася нижче Хрещатицького джерела», де річки з'єднувалися. За його словами, «в кінці Борисоглібській вулиці, навпроти Духівської церкви, що стояла тут, був перекинутий міст з набережної через Почаіну на косу, а шлях з коси проти Різдвяної церкви звертав на інший міст, влаштований з коси через Дніпро до протилежного чернігівського берегу».
Підтвердження цього факту присутнє на мапі підполковника Ушакова 1695 року, складеної за наказом Петра I. На карті позначена піщана коса, що відокремлює Почану (саме так підписана річка) від Дніпра, а також згадані Лебединцевим мости.
У XVIII—XIX столітті, судячи зі слів Максима Берлінського, коса між Дніпром і Почайною покоротшала та звузилася. Микола Закревський, посилаючись на розповіді київських старожилів, писав, що починалася вона нижче за Різдвяну церков, в довжину становила близько 60 сажень (128 м), завширшки — 7 сажень (15 м), від Подолу відстояла на 40 сажень (85 м) . Таким чином, в XIX столітті ширина русла Почайни ближче до її гирла становила цілих 85 метрів.
Коса зменшилася в розмірах у зв'язку з будівництвом в 1712 році судноплавного каналу між Почайною і Дніпром. Це був перший відомий нам і найзначніший приклад втручання в русло Почайни. Канал повинен був полегшити проходження суден, що приходять з Дніпра, у верхів'ї річки.
|  | З приписів Київської губернської канцелярії, запропонованих Київському магістрату близько 1710 і 1718 років, вбачається, що під час тодішньої Турецької війни барки із казенними припасами, що приходили з річки Десни від Брянська, заводилися на зимовище для запобігання від крижин у верх (!) оной Почайни і причалювали до дерев'яних клітей, зробленим для зміцнення берегів, звідти місце оне називається і понині Притикою. Для скорочення шляху в об'їзді оной земляний коси прокопан був при повороті Дніпра прямо до Притиці канал, куди вся течія річки пішла, і з часом Дніпро, так би мовити, поглинув сю Почайну, зрізавши слабку земляну поміж ними перешкоду. З тих пір Дніпро став протікати у самого Подолу і невпинним відмиванням берегів вельми помітно применшив сю частину міста: вважають близько 300 будинків загиблих. Після чого частка Почайни залишилася тільки в її вершині, а колишнє гирло обмежується лише острівцем, що залишився навпроти Хрещатицького яру. |

Петро Лебединцев згадував, що піщана коса була знесена Дніпром під час його розливу в 1829 році. Після чого лише малі острівці посеред нього нагадували, що колись тут була коса і гирло річки Почайни.
Можливо, що коса остаточно зникла на десять-двадцять років пізніше, після того, як наприкінці 1840-х років почалися масштабні роботи з регулювання гідрорежиму Дніпра в межах Києва, і його основна течія було перенаправлено до правому березі, в числі іншого, за допомогою спорудження дамби, яка відділяє Десну від Чортория.

### Пристань Притика
Пристань на Почайні стала широко відома завдяки Максиму Берлінському, котрий зв'язав слова княгині Ольги про Почайну з приписом Київської губернської канцелярії, де зазначена Притика.
Зараз місцем знаходження стародавньої гавані прийнято вважати район колишнього гирла Почайни, тобто трохи нижче сучасної Поштової площі. Втім, однозначної думки з цього приводу немає, і сперечаються дослідники вже не перше століття.
Петро Лебединцев вважав, що «у рождественской церкви устье ея (Почайны) представляло собою какъ-бы залив Днепра, весьма удобный для судоходной пристани». Інакше кажучи, Притика перебувала в гирлі. Інші історики помічали, що згідно з різними давніми документами (у тому числі вищевказаною цитатою Берлінського), Притика повинна була розташовуватися десь «вгору оной Почайною». Проте район Поштової площі і гирло Почайни — безумовно, не верхня, а нижня частина русла.
|  | …Гаванню для кораблів, що прибували до Києва, була сама р. Почайна, досить для цього глибока, а не гирло ея. Як про це прямо говорить літопис, влагая в уста св. Ольги следущія слова: "Ольга рече къ послам (греческім): "аще ты, ръци, такоже постоиши у мене в Почаине, якоже ась в Суду, то тогда ти вдам". Древлянскія посли, що увійшли на човнах в Почайну, могли зупинитися в ній і проти нинішнього Андріївського узвозу. |

Дійсно, за багатьма історичними свідченнями, Почайна була досить глибокою річкою, адже навіть у XVII столітті вона забирала багато життів.
|  | того ж року (1658), августа 22-г, поднесли Виговскиі руку на царя. Приходил Даниилъ Выговскиї с татарами под Кієвъ, стал на Никольскои горе, а киевские пол козацкии на Шковицы. Але єго воєводы києвскиї и царскиї Василєи Борисовичъ Шєрємєтов, кнзь Юрьи Борятинскои и Иван Чаадаєв розбили, сам лєдвє Выговскиї утєклъ чалном в однои сукни. Много козаков, утєкаючи, в Днепръ и в Почаине потонуло. |

На користь версії Петрова про те, що Почайна сама була гаванню, може служити і описка (?) На карті стародавнього Києва  «План Положение местамъ вокругъ Киева с показаниемъ ближные ситуацииї», 1753 роки, створеної під керівництвом Данила Дебоскета, де Почайна підписана як «річка Притика».
До речі, сам Максим Берлінський у книзі «Короткий опис Києва» згадує назву Притика ще раз — у додатку «Показание теперешнихъ местъ на плане города Кіева». Згідно з цим додатком, місто розділене на 4 райони: I частина міста — це основні визначні пам'ятки «въ Кіевопечерской крепости» і «вне крепости», II частина міста — «старый Кіев», III частина міста — «Кіевоподол», а IV частина міста — це землі, що знаходяться за каналом Глибочиці, мабуть, заміське Болоніє. У цій останній частині міста під № 126 і перебувала «Сторона Притыка подверженная разорению от реки Днепра»
Максим Берлінський згадував про Притику і у своїй праці «История города Киева от основания его до настоящего времени», який не був виданий за його життя, але чий цензорський екземпляр вже в 1970 році був виявлений київської дослідницею Л. А. Пономаренко в бібліотеці ім. Салтикова-Щедріна в Ленінграді. У ній він описував місцерозташування урочища Притика «по ліву сторону каналу (Глибочиці) на північній стороні Подолу».
|  | Північний кут Києва Подолу по ліву сторону каналу становить прихід церкви Введення пресвятої Богородиці, населений здебільшого рибалками; місцеположення має низьке і схильне час від часу весняному при разлитии річки повені, а від сторони наполегливої Дніпра на урочище, званому Притика, розоренню. Оповідають, що на місці цієї дерев'яної церкви існувало в давнину язичницьке капище скотинячого божка Волоса, з часів же християнской віри, на місці тому побудована церква св. великомученика Власія. При всьому тому вулиця, що йде від Воскресенської церкви повз цю на заміській Оболонь, до пізніх часів ще називалася Бидлогонною понеже оною до згаданому капищу приганяли худобу. |

На карті 1695 — плані підполковника Ушакова у вказаному місці середній частині Почайни мається водний апендикс, з'єднаний з Почаной і Дніпром, навпроти якого намальований корабель, що пливе з боку Почаїв по Дніпру. Судячи з неї, стародавня гавань Притика могла перебувати в районі (Оболонської затоки) нинішньої Київської гавані як це, до речі, і припускав відомий київський інженер і дослідник «Дніпра та його басейну» Максимович М. І ..

## Місце Хрещення Русі
За деякими даними саме на р. Почайна Володимир Великий хрестив Київську Русь в 988 році.

## Археологічні дослідження і знахідки на берегах
У 1914 р. розвідку на берегах Почайни робив відомий археолог і інженер Ертель Олександр Дмитрович.

## У культурі
У «Повісті врем'яних літ» в оповіді про договір Великого князя київського Ігоря з Візантією у 944 році згадується Ручей:
| ««… а християнську Русь водили [до присяги] в церкву святого Іллі, що є над Ручеєм в кінці Бесіди Пасинців і Козарського, тут-бо була соборна церква, багато бо було варягів християни»[45]. |
Микола Закревський та деякі інші дослідники Києва вважають, що Ручеєм у літописі названа Почайна, отже, саме на березі Почайни стояла дерев'яна церква святого Іллі. Коли Почайна злилася з Дніпром, церква мала опинитися на березі Дніпра — саме там, де розташована нині діюча кам'яна Іллінська церква, побудована у 1692 власним коштом киянина Івана Гудими-Левковича.
Історик Максим Берлинський в «Короткому описі Києва» 1820 року описав зникнення Почайни:
| «З розпоряджень Київської губернської канцелярії, пропонованих Київському магістрату близько 1710 і 1718 років, видно, що під час тодішньої Турецької війни барки з казенними запасами, що приходили з річки Десна від Брянська, заводилися на зимівлю для оберігання від крижин у верх оної Почайни і причалювалися до дерев'яних клітей, зроблених для зміцнення берегів, від чого місце оне називається і понині Притикою. Для скорочення шляху в об'їзд оної земляної коси прокопаний був в повороті Дніпра прямо до Притики канал, куди швидко вся течія річки спрямувалася, і з часом Дніпро, так би мовити, поглинув цю Почайну, зрізавши слабку земляну перешкоду, що була між ними. З тих пір Дніпро став протікати біля самого Подолу і безупинним відмиванням берегів вельми примітно зменшив цю частину міста (вважають близько 300 будинків зниклих). Потім слід Почайни залишився лише в її вершині, а колишнє гирло обмежується ще острівцем, що залишився проти Хрещатицького яру»[46]. Оригінальний текст (рос.) «Из предписаний Киевской губернской канцелярии, предлагаемых Киевскому магистрату около 1710 и 1718 годов, видно, что во время тогдашней Турецкой войны приходившие из реки Десны от Брянска барки с казенными припасами заводились на зимовье для предохранения от льдин в верх оной Почайны и причаливались к деревянным клетям, сделанным для укрепления берегов, от чего место оное называется и поныне Притыкою. Для сокращения пути в объезд оной земляной косы прокопан был при повороте Днепра прямо к Притыке канал, куда скоро все течение реки устремилось, и по времени Днепр, так сказать, поглотил сию Почайну, срезав слабую земляную бывшую между ними преграду. С тех пор Днепр стал протекать у самого Подола и беспрестанным отмыванием берегов весьма приметно умалил сию часть города (считают около 300 домов убылых). Затем след Почайны остался только в ее вершине, а бывшее устье ограничивается еще островком, оставшимся против Хрещатицкого оврага». |
Історик Михайло Максимович в «Огляді Старого Києва» 1839 року описав місцезнаходження річки:
| «Почайна протікала біля Різдвяної церкви ще в 1700 році, що видно, між іншим, з царської грамоти, в цьому року даної Михайлівському монастирю»[47]. |
Іван Фундуклей в «Огляді Києва щодо старовини» 1847 року про розташування річки писав:
| «Ще в XVIII столітті Почайна складала досить глибоку річку, що протікала біля самого Подолу. Від Дніпра відділялася вона вузькою земляною косою, яка під час розлиття Дніпра покривалася ним... Цією розділовою косою пояснюється незгода наших літописців в тому, що одні місце хрещення народу призначають в Почайні, а інші в Дніпрі»[47]. |
Микола Закревський називав Почайну «Руським Йорданом» і в «Літописі та описі міста Києва» 1858 року писав:
| «Був за старих часів через Почайну і Дніпро перевіз, званий Києвом»[47]. |
Іван Нечуй-Левицький описував верхню течію Почайни на Оболоні у 1871 році в повісті «Хмари»:
| «Сонце ховалось за межигірський бір, котрий од того став ще чорніший, а далекі озерця на оболоні під тим бором і річка Почайна горіли, наче розтоплене золото»[48]. |
А також у 1906 році в оповіданні «Ніч на Дніпрі»:
| «Плисковата широка Оболонь зеленіла, неначе була застелена зеленим оксамитом, на котрому лисніла річечка Почайна, лисніло озерце, ніби кинуте в траву лиснюче дзеркальце або блискуча склянка»[49]. |
Уже зниклу Почайну в київському нарисі «На Лук'янівці» 1913 року згадував Володимир Короленко:
| «За заводом — широка синя далечінь, затягнена легким серпанком, луги, закрути Почайни і далеко, на самому горизонті, переривиста стрічка Дніпра»[50]. Оригінальний текст (рос.) «За заводом — широкая синяя даль, подернутая легкой дымкой, луга, излучины Почайны и далеко, на самом горизонте, прерывистая лента Днепра. |
Ліна Костенко написала про річку короткого вірша:
| “                                      | Мені відкрилась істина печальна: Життя зникає, як ріка Почайна. Через віки, а то й через роки, Ріка вже стане спогадом ріки. І тільки верби знатимуть старі: Киян хрестили в ній, а не в Дніпрі. | „ |
| — «Мені відкрилась істина печальна...» | |   |

## Об'єкти, названі на честь Почайни
На Подолі є вулиця Почайнинська.
2018 року Київська міська рада перейменувала станцію метрополітену «Петрівка» на «Почайна». Того ж року Укрзалізниця перейменувала залізничну станцію Київ-Петрівка на Почайну.